# Rottlichwald
Der Rottlichwald ist ein etwa 80 Hektar großer Laubmischwald zwischen Karlsruhe und Rastatt (Baden-Württemberg).

## Lage
Der Wald liegt zwischen dem Durmersheimer Ortsteil Würmersheim und der Gemeinde Au am Rhein auf etwa 110 m ü. NN. Das Gebiet wird im Norden durch den Gießengraben begrenzt, der auf Auer Gebiet auch Rottlichgraben genannt wird. Im Westen bildet der Tieflachgraben die Grenze des Waldes.
Eine weitere Waldfläche, die man zum Rottlichwald zählt, aber nicht Teil des Naturschutzgebietes ist, befindet sich zwischen Gießengraben und einem Würmersheimer Gewerbegebiet. Dieses Areal wird im Süden durch die Kreisstraße 3721 begrenzt und macht etwa ein Viertel bis ein Drittel der gesamten Waldfläche aus.

## Naturschutz
Der Wald wurde durch Verordnung des damaligen Badischen Ministeriums für Kultus und Unterricht am 11. Juli 1939 zum Naturschutzgebiet erklärt. Das Gebiet hat heute die Schutzgebiets-Nummer 2.029 und eine Größe von 13,0 Hektar.
Östlich grenzt das Naturschutzgebiet Rheinniederung zwischen Au am Rhein, Durmersheim und Rheinstetten, das teilweise auch im Landkreis Karlsruhe liegt, mit einer Größe von 261,6 Hektar an den Rottlichwald an. Westlich angrenzend liegt das NSG Tieflach und Eichenlach mit einer Größe von 8,7 Hektar.

## Auer Wasserwerk
Am Waldrand, in Richtung Nordwesten, befindet sich das Auer Wasserwerk, das Trink- aus Grundwasser gewinnt. Dadurch sind Teile des Waldes gleichzeitig Wasserschutzgebiet.